# Condado de Riocavado
El Condado de Riocavado es un título nobiliario español creado por Real Decreto el 22 de noviembre de 1698 por el rey Carlos II, a favor de Manuel de Echauz y Velasco de la Mota, señor de Riocavado y de Santa Cruz del Valle, ambos en Burgos.
Manuel de Echauz y Velasco de la Mota, era hijo de Pedro de Velasco y Echauz (nacido de Echauz y Velasco, que antepuso el de Velasco materno por el mayorazgo de Riocavado y otros señoríos), y de Josefa de la Mota Sarmiento y Manso de Zúñiga.
Este título fue rehabilitado, en 1920, por el rey Alfonso XIII a favor de Francisco Mancebo y de Igón, como II conde de Riocavado.

## Nota
El I conde de Riocavado murió sin descendientes, por lo que le sucedió en el mayorazgo su hermana María Antonia de Echauz de Velasco y de la Mota Sarmiento que casó con Alonso de Ocio y Salazar y fueron padres de una sola hija Teresa Jacinta de Ocio y Echauz de Velasco que casó con Pedro Colón de Larreátegui.
Ningún sucesor de Manuel de Echauz y Velasco de la Mota, usó el título de conde de Riocavado, aunque fueron heredando el mayorazgo y sus señoríos hasta que el mayorazgo recayó en José Manuel de Acedo y Jiménez de Loyola (1726-1786) al que en 1784 le fue concedido el título de conde de Echauz.

## Condes de Riocavado
|                                 | Titular                               | Periodo                |
| Creación por Carlos II          | Creación por Carlos II                | Creación por Carlos II |
| ------------------------------- | ------------------------------------- | ---------------------- |
| I                               | Manuel de Echauz y Velasco de la Mota | 1698-                  |
| Rehabilitación por Alfonso XIII |                                       |                        |
| II                              | Francisco Mancebo de Igón             | 1920-1935              |
| III                             | Casilda Mancebo y Tremoya             | 1935-1945              |
| IV                              | Francisco Javier de Miranda y Mancebo | 1951-actual titular    |

## Historia de los Condes de Riocavado
- Manuel de Echauz y Velasco de la Mota, I conde de Riocavado.

1. Casó con Bernardina Felipa de Magallón y Beaumont, IV marquesa de San Adrián. Sin descendientes.

Rehabilitado, en 1920, por Alfonso XIII a favor de: 
- Francisco Mancebo y de Igón (? - 1935), II conde de Riocavado.

1. Casó con Josefa Tremoya. Le sucedió su hija:

- Casilda Mancebo y Tremoya, III condesa de Riocavado.

1. Casó con Miguel de Miranda y Mateo, hijo de Gaspar Manuel de Miranda y Hurtado de Mendoza y de su esposa Juana Mateo y Cascajares, condes de Cascajares. Le sucedió su hijo:

- Francisco Javier de Miranda y Mancebo, IV conde de Riocavado.